# بردنفلده
بردنفلده (به آلمانی: Bredenfelde) یک شهر در آلمان است که در Mecklenburgische Seenplatte District واقع شده‌است. بردنفلده ۱۹۴ نفر جمعیت دارد.